# Karel Vejmelka
Karel Vejmelka, född 25 maj 1996, är en tjeckisk professionell ishockeymålvakt som spelar för Utah Mammoth i National Hockey League (NHL).
Han har tidigare spelat för Arizona Coyotes och Utah Hockey Club i NHL; HC Pardubice, HC Kometa Brno och HC Dukla Jihlava i Extraliga och  Horácká Slavia Třebíč i Chance Liga.
Vejmelka draftades av Nashville Predators i femte rundan i 2015 års draft som 145:e spelare totalt.